# Warenhaus Brann

Warenhaus Brann in Zürich, Bauteil 1912, später erweitert und aufgestockt

Das Warenhaus Brann war ein Kaufhaus in Zürich, das weitere Schweizer Niederlassungen besass. Seine Vermögenswerte gehören mittlerweile dem Versicherungskonzern Swiss Life.

## Geschichte
Julius Brann (1876–1961), ein damals zwanzigjähriger ehemaliger Geschäftsführer einer Zürcher Dependance der Warenhäuser Knopf, gründete 1896 ebenda ein eigenes Warenhaus. Es war das erste Schweizer Warenhaus. 1897 folgte eine Niederlassung in Basel und 1899 eine weitere in St. Gallen.
Im Jahre 1900 wurde das Zürcher Kaufhaus Brann in einen grösseren Neubau an der Bahnhofstrasse verlegt, der vom Architekten Richard Kuder geschaffen worden war. 1908 wurde das Unternehmen von der bisherigen Rechtsform einer Kommanditgesellschaft in eine Aktiengesellschaft umgewandelt. 1910–1912 wurde das Zürcher Warenhaus durch einen Neubau von Pfleghard und Haefeli erheblich erweitert. Bis 1929 wurden auch andere Brann-Warenhäuser mehrfach ausgebaut und neue Filialen in der Schweiz errichtet. Zum Beispiel hat Brann 1920 den Standort des Warenhauses von Grosch&Greiff in der Berner Marktgasse übernommen. Diese Liegenschaft an der Marktgasse 10 ist im Besitz der Zunftgesellschaft zu Schmieden. Die Julius Brann AG wurde ab Mitte der 1930er Jahre zum grössten schweizerischen Detailhandelsunternehmen mit rund 2200 Angestellten.
1939 übernahm Oscar Weber das Unternehmen und benannte es 1941 in Oscar Weber AG um. Zwischen 1956 und 1966 entstanden weitere Filialen in der Deutschschweiz. Mitte der 1970er Jahre besass die Gruppe zwölf Weber-Warenhäuser und mehrere unter anderen Namen auftretende Tochtergesellschaften wie zum Beispiel das Kaufhaus „Regina“ in Dietikon. Gemeinsam mit der Neuen Warenhaus AG (in der Deutschschweiz unter EPA und in der Romandie unter UNIP firmierend) war die Oscar Weber AG unter dem Dach der in Zürich ansässigen Oscar Weber Holding (OWH) vereint.
Anfang der 1980er-Jahre verschwanden die Oscar Weber-Warenhäuser aus den Ortsbildern, mehrheitlich durch die Umwandlung in EPA-Warenhäuser. Für das Brann-Haus fand man 1983 eine andere Lösung: das Gebäude wurde renoviert und für 30 Jahre an die Maus Frères Holding vermietet, welche 1984 mit Vilan das erste Manor-Warenhaus in Zürich eröffnete.
Von den folgenden Turbulenzen der OWH blieb das Warenhaus daher lange verschont: Die Besitzerfamilien Buhofer, Weber und Stöckli trennten 1995 die Holding neu auf: Die Neue Warenhaus AG wurde Eigentümerin der EPA-Liegenschaften, das Warenhausgeschäft der EPA hingegen wurde wieder in die EPA AG ausgegliedert, die nun formell nur noch Mieterin der Liegenschaften war. In der Oscar Weber AG wurden alle Liegenschaften zusammengefasst, die nicht von EPA belegt wurden. Aufgrund enger Verbindungen zur Schweizerischen Rentenanstalt wurde Mitte 2001 die OWH an die Rentenanstalt veräussert, die die Immobiliensparten behielt, während die Familie Buhofer das EPA-Warenhausgeschäft übernahm und dieses in Eigenregie weiterführen wollte.
Per 1. Februar 2002 übernahm Coop 40 % des Aktienkapitals der EPA AG und gab im Herbst bekannt, die EPA-Warenhäuser mit den Coop-Warenhäusern (St. Annahof) neu zu einheitlichen Coop City-Warenhäusern umbauen zu wollen. Anfang 2004 übernahm Coop auch die übrigen 60 % des EPA-Aktienkapitals und informierte Mitte 2004 über weitere Schliessungen ehemaliger EPA-Warenhäuser.
Der Verkauf der Weber-Immobilien an die heutige Swiss Life holte 2014 auch das Brann-Haus ein. Mit Auslaufen des ursprünglichen Weber-Maus-Mietvertrags verlangte Swiss Life für eine Weiterführung des Mietverhältnisses ungefähr den dreifachen Mietzins, dies mit Verweis auf die überteuerten ortsüblichen Mietzinsen an der Bahnhofstrasse. In einem erstinstanzlichen Urteil hielt das Zürcher Mietgericht fest, dass das sogenannte Angebot von Swiss Life unrealistisch sei und sich nicht an beliebigen, ortsüblichen Mieten, sondern an ortsüblichen Mieten für Warenhäuser zu orientieren habe. Ende September 2019 kündigte Manor, mangels Einigung mit der Vermieterin, den Wegzug vom Sitz an der Bahnhofstrasse an. Rund 6 Millionen Franken Miete bezahlte Manor für die Liegenschaft pro Jahr. Ende Januar 2020 zog Manor aus.
2020–23 wurde das Gebäude durch Swiss Life saniert, wobei die ursprünglichen Licht- und Innenhöfe wieder freigelegt sowie 438 Glasmalereien des Schweizer Expressionisten Otto Morach restauriert wurden. Die beiden Liegenschaften Bahnhofstrasse 75 und 79 werden 2023 unter dem Namen Swiss Life Brannhof neu vermietet, wobei rund 4.600 m² über drei Ebenen bis in das erste Obergeschoss für Läden vorgesehen sind, im zweiten bis zum fünften Obergeschoss entstehen auf rund 5.600 m² Büros. Zu den Ladenmietern zählen u. a. Nespresso, die Kleiderläden Massimo Dutti, Hugo Boss und Arket sowie der Autohersteller Cadillac. Zu den Mietern der Büroräumlichkeiten gehört u. a. die Beratungsfirma McKinsey.